# Bachmač (přírodní památka)
Přírodní památka Bachmač je chráněné území nacházející se v zalesněné lokalitě dva kilometry severozápadně od obce Jickovice v okrese Písek nad údolím řeky Vltavy v nadmořské výšce 440 m mimo hlavní turistické cesty. Oblast spravuje AOPK České Budějovice.
Důvodem ochrany je malé rašeliniště přechodového až vrchovištního typu s typickou květenou se submontánním rašelinným březovým borem. Roste zde např. chráněná vrbina kytkokvětá (Lysimachia thyrsiflora) a suchopýr pochvatý (Eriophorum vaginatum). Území tak představuje unikátní vegetaci v relativně teplé oblasti Středního Povltaví. Rašeliniště vzniklo v malé, téměř bezodtoké depresi, která byl dříve využívána pro těžbu rašeliny. To umožnilo vývoj různých společenstev v různých fázích vývoje. Od rašelinných oblastí po části, které v současnosti výrazně zarůstají rákosem obecným (Phragmites australis).

## Lokalita

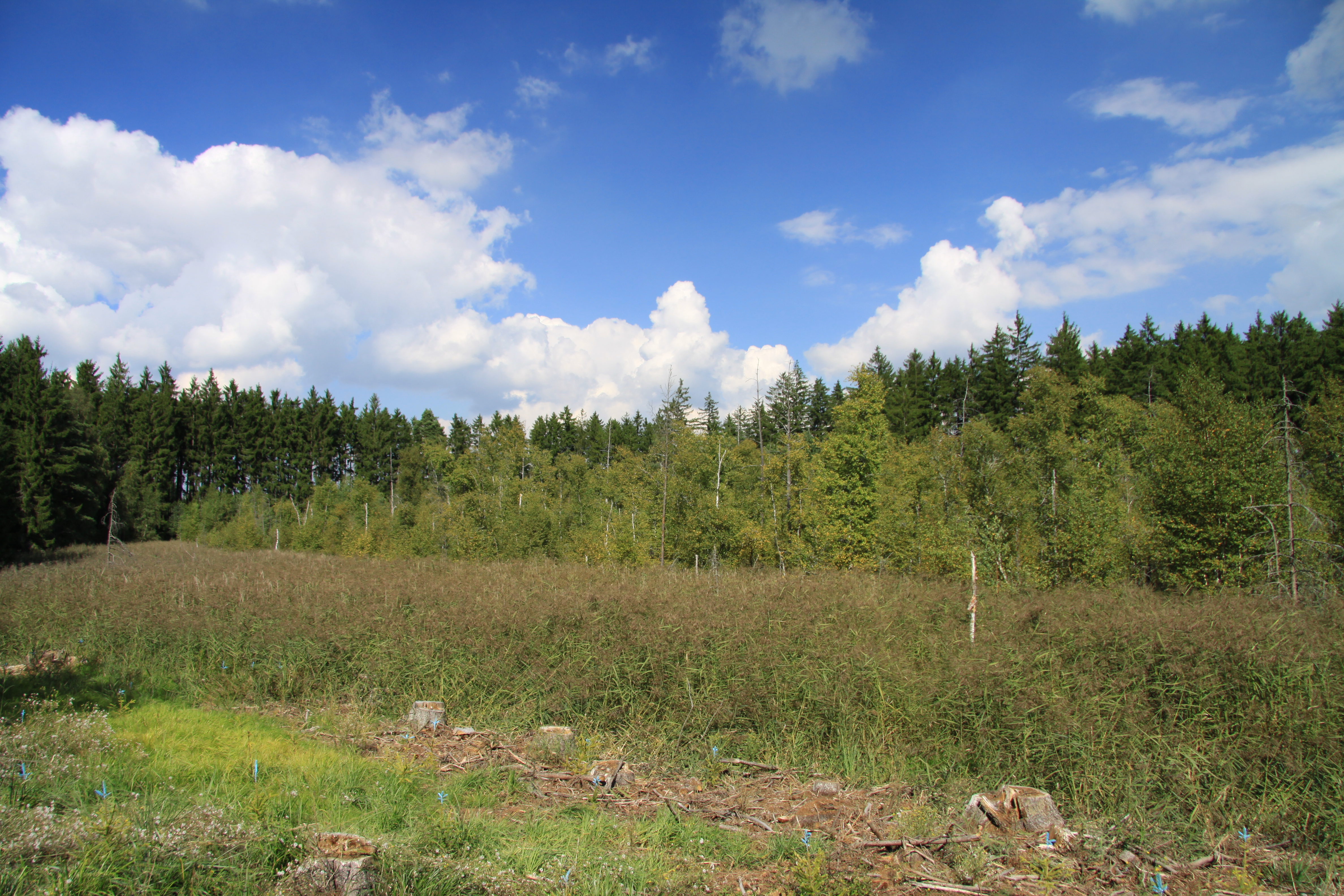
Západní část území je výrazně porostlá rákosem obecným, který se postupně šíří do lokality

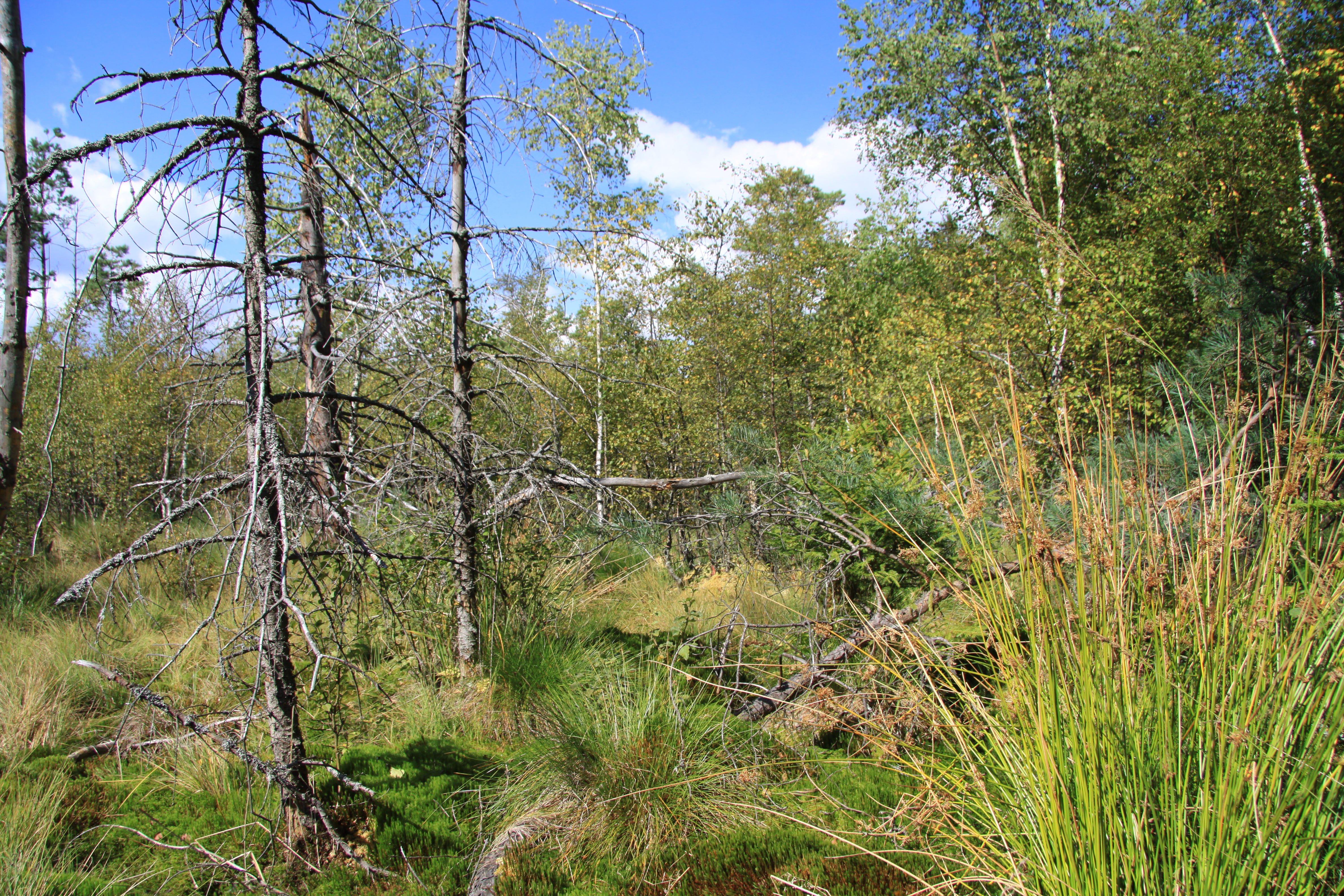
Pohled na charakteristickou vegetaci na území

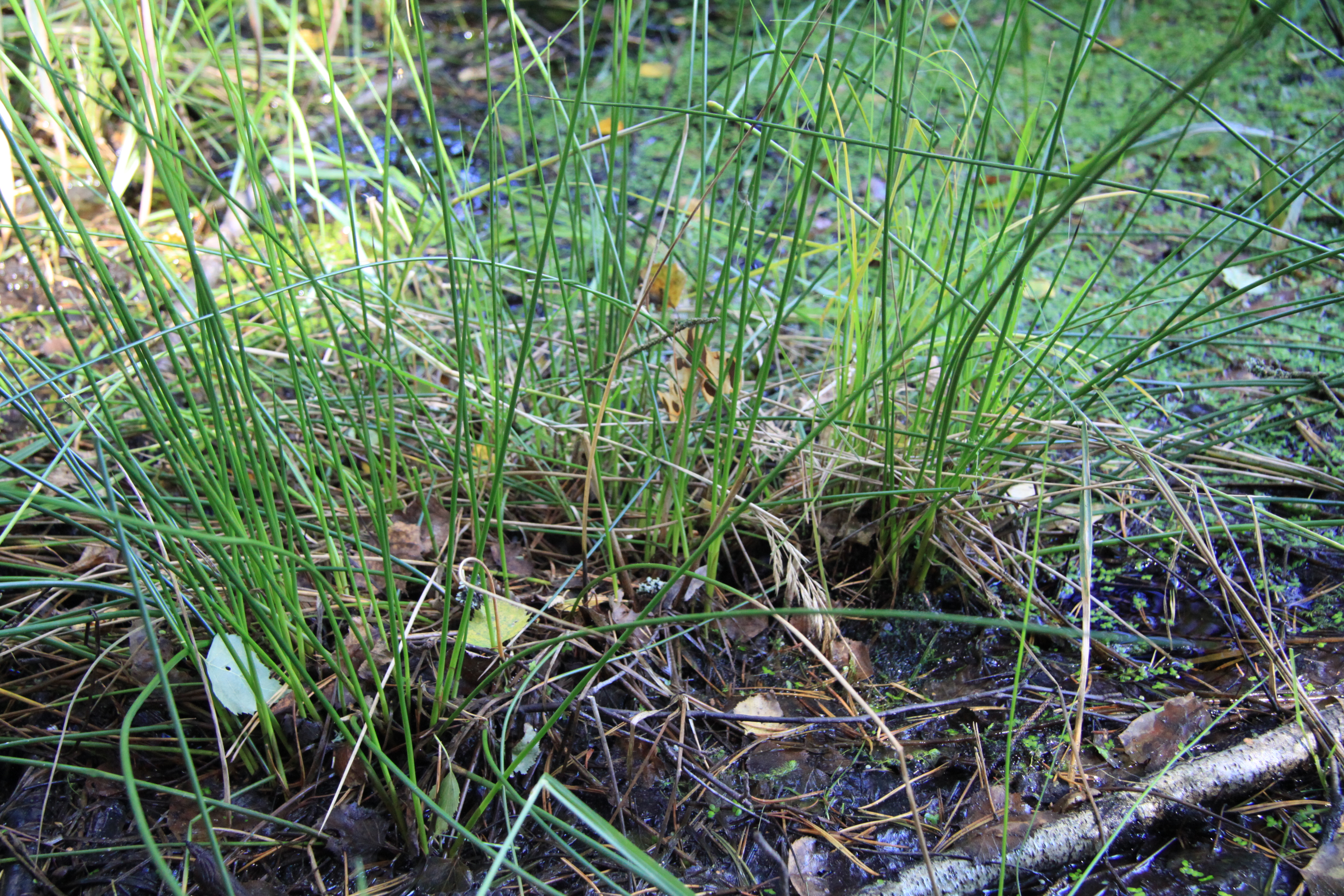
Detail na trs rašeliníku v lokalitě

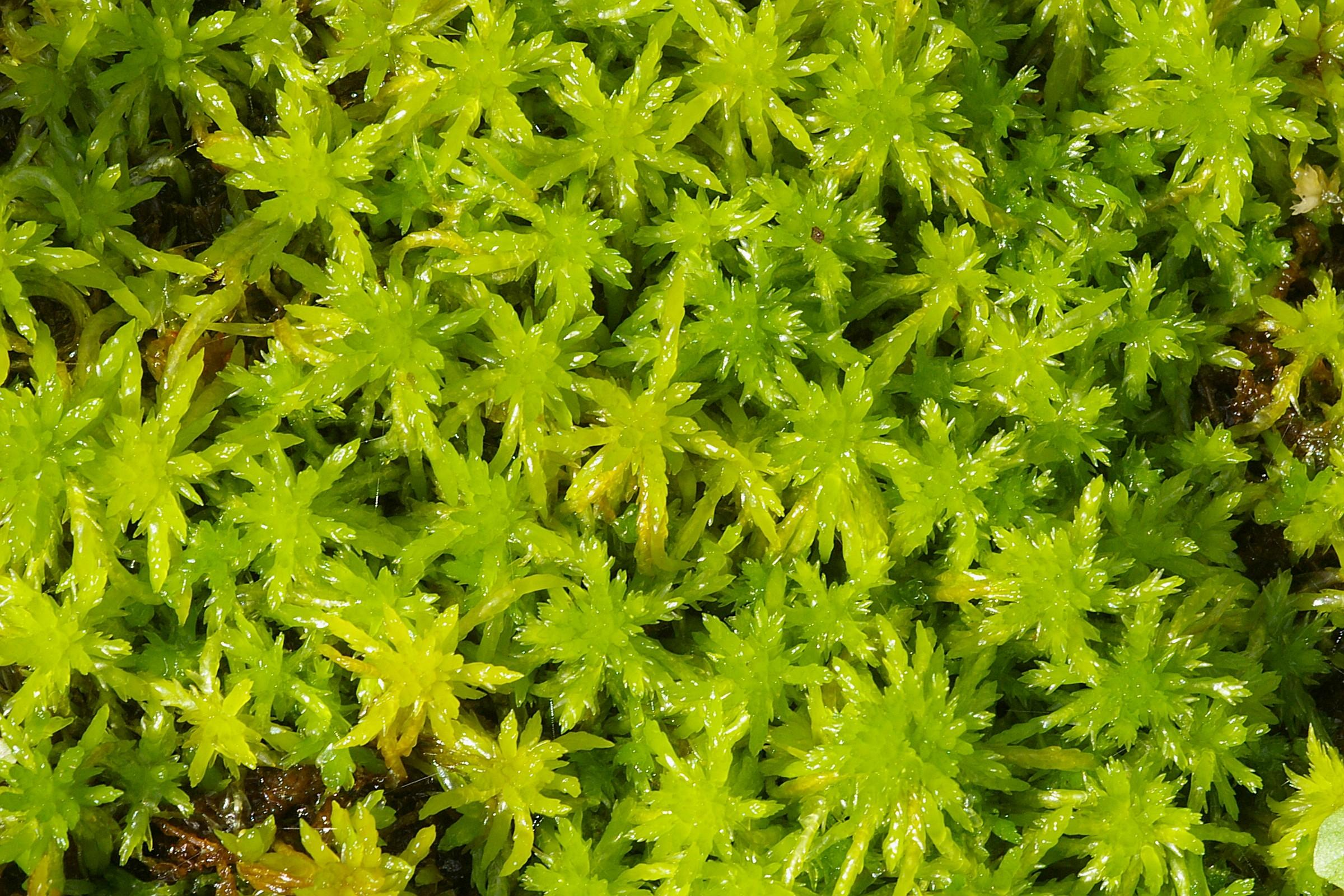
Rašeliník křivolistý (na obrázku) a rašeliník tučný jsou hlavními zástupci rašeliníků rostoucí na lokalitě

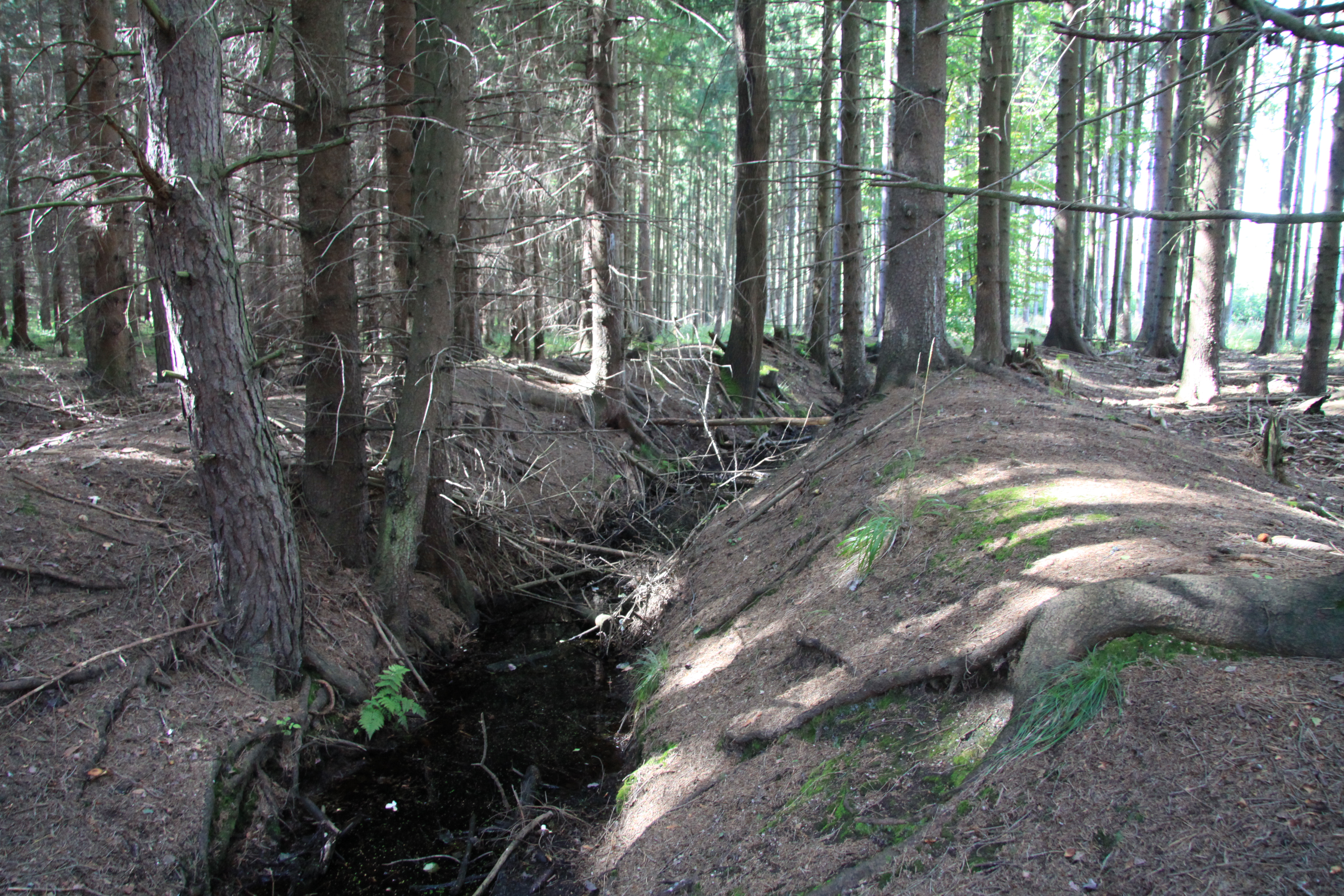
Pohled na odtokovou stoku směřující k řece Vltavě

Přírodní památka Bachmač se nachází na pravém břehu Vltavy, respektive přehradní nádrže Orlík, 1 km východně na plošině tvořící malou depresi. Leží v lesích 2 km severozápadně od obce Jickovice. Na jih od památky se nachází 442 metrů vysoký kopec Doubek, na kterém se nachází pole. Na západ od lokality je pak bezejmenný vrchol vysoký 441 metrů, na severovýchodě pak vrchol o výšce 463 metrů.

## Historie
Rašeliniště vzniklo na plošině, která nemá téměř žádný přirozený odtok. Dříve docházelo k nepravidelné těžbě rašeliny na celém území památky. Později se od celkové těžby ustoupilo a rašelina byla těžena jen na okraji památky. Jako přírodní památka bylo území vyhlášeno 4. prosince 1985 vyhláškou Okresního národního výboru Písek s datem účinnosti 1. února 1986.

## Přírodní poměry

### Geologie
Podloží pod památkou tvoří horniny typu porfyrické amfibol-biotitové melanokrátní žuly typu čertova břemena. Jedná se o součást středočeského plutonu. Žula je překryta slabou vrstvou deluviofluviálními hlinitých písků holocenního stáří.
Půdní profil tvoří organozem typická, na kterou navazuje kambizem typická a kambizem pseudoglejová. Samotné rašeliniště je kvartérního stáří.

### Hydrologie
V oblasti se nachází plochá terénní deprese s omezeným odtokem vody. Ta je zásobována nejenom vodou srážkovou, ale i vývěry podzemní vody. Voda nemůže za obvyklého stavu z deprese odtékat, čímž dochází k její akumulaci a tvorbě rašeliniště. V případě, že je vysoký srážkový úhrn, odtéká voda do Vltavy skrze odtokovou stoku nacházející se v severozápadní části území. Nicméně v období sucha dochází k výraznému snižování hladiny spodní vody, což vede k výraznému vysychání povrchu rašeliniště.

### Flora
Prostředek rašeliniště je porostlý submontánním rašelinným borem (asociace Eriophoro vaginati-Pinetum sylvestris), přičemž převážně na okrajích se nachází bříza pýřitá (Betula pubescens). V místech s nespojitou přízemní vegetací se nachází vegetace kontinentálních a subkontinentálních vrchovišť (as. Eriophoro vaginati-Sphagnetum recurvi). Vznikají tak koberce rašeliníku křivolistého (Sphagnum fallax) se suchopýrem pochvatým (Eriophorum vaginatum).
V jižní části rašeliniště se do dnešních dní zachoval porost řídké rašelinné smrčiny asociace Sphagno-Piceetum. Většinu rašeliniště ale porůstá oligotrofní ostřicovorašelníkové společenstvo s ostřicí zobánkatou (Carex rostrata). V západní části území se úspěšně šíří rákos obecný (Phragmites australis).
Z rašeliníků se v mechovém patře vyskytuje rašeliník křivolistý (Sphagnum fallax) a rašeliník tučný (Sphagnum denticulatum). Z dalších konkrétních druhů zde roste např. chráněná vrbina kytkokvětá (Lysimachia thyrsiflora), ostřice šedavá (Carex canescens), ostřice obecná (C. nigra), bezkolenec modrý (Molinia caerulea), kapraď osténkatá (Dryopteris carthusiana.

### Fauna
Z bezobratlých se zde hojně vyskytuje zástupce střevlíčků Pterostichus minor. Tento druh je typickým obyvatelem močálů a rašelinišť a tedy zde má vhodné podmínky ke svému životu. Dále zde byli pozorováni zástupci dvoukřídlého hmyzu obývající tradičně mokřady. Jedná se například o zástupce čeledi lupicovitých Dolichopus lepidus a Campsicnemus loripes. Dále zde byla pozorována hrbilka Gymnophora nigripennis a stínomilka Calliopum geniculatum.
Z obratlovců zde průzkum zaznamenal pouze běžné lesní druhy charakteristické pro tuto oblast.

## Ochrana
Samotný lesní porost je tvořen stejnověkou skupinou stromů s odhadovaným věkem 40 až 60 let. To je pravděpodobně způsobeno tím, že dříve byla tato oblast odlesněna a hospodářsky využívána. V současnosti nicméně na lokalitě neprobíhají žádné lesnické zásahy a je ponecháván samovolnému vývoji. V budoucnosti bude nutné pravidelně sledovat vývoj lokality a případně provádět regulační zásahy šíření rákosu obecného, náletových dřevin a do výšky hladiny podzemní vody. U hladiny podzemní vody by bylo vhodné podpořit její zvýšení přehrazením odtokové stoky.

## Turismus
Území leží mimo hlavní turistické cesty a není veřejnosti přístupné. Pro vstup na lokalitu je potřeba získat zvláštní povolení. Nicméně kolem území se nachází vyšlapaná pěšina, po které se dá dokola obejít. Západně od památky probíhá červená turistická cesta a východně cyklostezka 1155.